# Скептикъл Инкуайърър
„Скептикъл Инкуайърър“ (на английски: Skeptical Inquirer, в превод на български - Скептичен изследовател) е двумесечно американско списание за широката аудитория, издавано от Комитета за скептично изследване с подзаглавие: Списанието за наука и разум (The Magazine for Science and Reason). През 2016 г. то отпразнува четиридесетата си годишнина. През по-голямата част от съществуването си „Скептикъл Инкуайърър“ се издава от Комитета за научно изследване на твърденията за паранормалното, широко известен с абревиатурата CSICOP. През 2006 г. Изпълнителният съвет на Комитета за научно изследване на твърденията за паранормалното съкращава името си на Комитет за скептични изследвания (CSI) и разшири формулировката на мисията му.

## Мисия и цели
Даниел Локстън, който през 2013 г. пише за мисията и целите на скептичното движение, цитира редактор на шведското скептично списание „Фолквет“, който смята, че „Скептикъл Инкуайърър“ е списание, писано от "стари бели мъже, за стари бели мъже". Той критикува идеята, че хората искат да четат за паранормалното, че Ури Гелер и кристалните черепи вече не са актуални. През 2009 г. Пол Курц като че ли споделя това мнение и заявява, че организацията все още ще изследва някои паранормални теми, тъй като има опит в тази област, но ще започне да изследва и други области, „Скептикъл Инкуайърър“ „достигна исторически момент: признанието, че има критична нужда да променим посоката си“. Макар че редакторът Фрейзър наистина разширява обхвата на списанието, за да включи теми, които са по-малко паранормални и повече представляват атака срещу науката и критичното мислене, като например отричането на климатичните промени, теориите на конспирацията и влиянието на алтернативната медицина, Фрейзър също така добавя, че "паранормалните вярвания все още са широко разпространени" и цитира проучвания, според които обществеността, на която е даден списък с десет общи паранормални теми, ще избере четири от тях като теми, в които вярва. Макар че общата скептична общност смята, че не бива да губим повече време в развенчаване на паранормални явления, теми, които отдавна са дискредитирани, Фрейзър казва, че "милиони американци ги приемат днес".

## История
Първоначално списанието е озаглавено „Зететик“ (от гръцки - "скептичен търсач" или " любознателен скептик") и първоначално е редактирано от Марчело Труци. Около година след създаването му се стига до разкол между редактора Труци и останалите членове на Комитета за научно изследване на твърденията за паранормалното. Едната страна (Комитета за научно изследване на твърденията за паранормалното) е "по-твърдо против безсмислиците, по-склонна да премине в настъпление и да атакува свръхестествените твърдения", а другата страна ("Фракцията на релативистите (един член)", т.е. Труци) иска науката и псевдонауката да съществуват "щастливо заедно". Труци напуска, за да основе „Зететик Сколър“, а Комитетът за научно изследване на твърденията за паранормалното променя името на списанието на „Скептикъл Инкуайърър“.